# Norsjö kommun
Norsjö kommun är en kommun i Västerbottens län i landskapet Västerbotten. Centralort är Norsjö.
Till största del utgörs landskapet av morän, beväxt med skog, med mellanliggande myrområden. Det är också skogen som utgör basen för det lokala näringslivet där träindustrin dominerar. 
Sedan kommunen bildades har befolkningstrenden varit starkt negativ. Efter valen på 2010-talet har kommunen styrts av Socialdemokraterna, mandatperioden 2018 till 2022 i koalition med Vänsterpartiet.

## Administrativ historik
Kommunens område motsvarar Norsjö socken där Norsjö landskommun bildades vid kommunreformen 1862. 
Norsjö municipalsamhälle inrättades 3 maj 1935 och Bastuträsks municipalsamhälle inrättades 30 oktober 1936. De upplöstes båda vid årsskiftet 1952/1953.
Kommunreformen 1952 påverkade inte indelningarna i området, då varken Västerbottens eller Norrbottens län berördes av reformen.
Norsjö kommun bildades vid kommunreformen 1971 genom en ombildning av Norsjö landskommun. 1974 införlivades Malå kommun, vars område utbröts 1983 och återbildades som egen kommun.
Kommunen ingår sedan bildandet i Skellefteå domsaga.

## Geografi
Kommunen ligger i den norra delen av Västerbottens län och gränsar till Arvidsjaurs kommun i Norrbottens län i norr, Skellefteå kommun i öster, Vindelns och Lycksele kommuner i söder och Malå kommun i väster, samtliga av dessa i Västerbottens län.

### Topografi och hydrografi
Sjö- och älvsystemen återspeglar berggrundens nordväst–sydöstliga sprickriktning. Till största del utgörs landskapet av morän, beväxt med skog, med mellanliggande myrområden. Områdena med morän är kuperad, i synnerhet i den sydvästra delen runt Stor-Raggsjön. Isälvsavlagringar hittas i dalgången som löper från Bastuträsk genom Bjurträsk och Fromheden och vidare efter Malåns dalgång. Genom kommunens norra område löper Skellefteälven vars dalgång delvis består av finkornigt sediment, vilka älven bitvis skurit sig ner i.

### Naturskydd
År 2022 fanns 11 naturreservat i Norsjö kommun. År 1971 bildades det 270 hektar stora naturreservatet Vajsjön som har ett unikt fågelliv. Där trivs arter som exempelvis sjöorre, skogsgås, småspov och smalnäbbad simsnäppa. Ett annat reservat är Abborrtjärnberget som består av nästintill orörd tallskog med träd som är omkring 400 år gamla. Svansele dammängar bildades 1972 och är även klassat som Natura 2000-område. Området gödslas genom att Petikån däms varje vinter och näringsrikt slam svämmar in över ängarna.

### Administrativ indelning
Fram till 2016 var kommunen för befolkningsrapportering indelad i kommunens enda församling, Norsjö församling.
Från 2016 indelas kommunen istället i ett enda distrikt, Norsjö.

### Tätorter
Vid tätortsavgränsningen av Statistiska centralbyrån den 31 december 2015 fanns det två tätorter i Norsjö kommun. 
| Nr | Tätort     | Folkmängd |
| -- | ---------- | --------- |
| 1  | Norsjö     | 2 057     |
| 2  | Bastuträsk | 405       |

Centralorten är i fet stil.
Totalt bodde 2015 59,0 % av kommunens befolkning i de två tätorterna Norsjö och Bastuträsk.

## Styre och politik

### Styre
Mandatperioden 2010 till 2014 hade Socialdemokraterna egen majoritet med 17 av 31 mandat. Efter valet 2014 fortsatte Socialdemokraterna styra med egen majoritet,  även denna mandatperiod med 17 av 31 mandat.
Efter valet 2018 förlorade Socialdemokraterna egen majoritet och ingick därför ett samarbete med Vänsterpartiet. Tillsammans fick de röda partierna 53 procent av rösterna.

### Kommunfullmäktige

#### Presidium
| Presidium 2022–2026 | Presidium 2022–2026 | Presidium 2022–2026 |
| ------------------- | ------------------- | ------------------- |
| Ordförande          | S                   | Lars Israelsson     |
| Vice ordförande     | V                   | Lina Hjelte         |

#### Mandatfördelning 1970–2022
| 2 | 13 | 6 | 7 |  | 2 |

| 29 |

| 3 | 18 | 9 | 7 | 2 | 2 |

| 38 |

| 3 | 18 | 8 | 8 | 2 | 2 |

| 34 | 7 |

| 2 | 19 | 8 | 7 | 2 | 3 |

| 30 | 11 |

|  | 15 | 6 | 5 |  | 3 |

| 22 | 9 |

|  | 15 | 6 | 5 |  | 3 |

| 22 | 9 |

|  | 15 | 6 | 5 | 2 | 2 |

| 19 | 12 |

|  | 15 | 6 | 4 | 3 | 2 |

| 17 | 14 |

| 2 | 16 | 7 | 2 | 3 |  |

| 18 | 13 |

| 4 | 9 | 11 |  | 4 | 2 |

| 17 | 14 |

| 3 | 12 | 10 |  | 4 |  |

| 17 | 14 |

| 2 | 15 | 7 | 2 | 5 |

| 18 | 13 |

| 3 | 17 | 4 | 4 | 3 |

| 18 | 13 |

| 3 | 17 |  | 4 | 2 | 4 |

| 16 |  | 14 |

| 2 | 14 |  | 3 | 3 | 8 |

| 15 |  | 15 |

| 2 | 12 |  | 2 | 5 | 5 |

| 15 | 12 |

### Nämnder

#### Kommunstyrelse
Totalt har kommunstyrelsen 11 ledamöter. Under kommunstyrelsen finns två utskott:
- allmänna utskottet
- utbildnings- och omsorgsutskottet

Nedan presenteras kommunstyrelsens presidium:
| Presidium 2022–2026 | Presidium 2022–2026 | Presidium 2022–2026 |
| ------------------- | ------------------- | ------------------- |
| Ordförande          | S                   | Mikael Lindfors     |
| Vice ordförande     | V                   | Hans Klingstedt     |

#### Lista över kommunstyrelsens ordförande
- Åke Eriksson, Centerpartiet, 1998–2003[20][21][22]
- Mikael Lindfors, Socialdemokraterna, 2003–[21]

Denna lista hämtas från Wikidata. Informationen kan ändras där.

#### Övriga nämnder
Utöver de obligatoriska nämnderna så är Norsjö kommun med i kommungemensamma  nämnder. Dessa är:
- Renhållning
- Miljö- och bygg inklusive räddningstjänst
- Drift personalsystem
- Överförmyndarverksamhet

Dessa nämnder utgörs av en ordinarie ledamot och en ersättare, med undantag för miljö- och bygg som utgörs av två ordinarie ledamöter och lika många ersättare.

### Vänorter
Norsjös vänorter är Sodankylä som ligger i finska Lappland och den fd kommunen Vuolijoki i Kajanaland i Finland. Historien mellan Norsjö och dessa två orter härstammar från andra världskriget.

## Ekonomi och infrastruktur

### Näringsliv
Träindustrin dominerar det lokala näringslivet med företag som Trätrappor AB i centralorten och interiörlisttillverkaren Nya Swedlist AB i Kvarnåsen. I början av 2020-talet var dock den största arbetsgivaren kommunen, med 449 anställda 2020 och den största privata arbetsgivaren var Prospekteringsteknik i Norrland AB med 125 anställda samma år.

### Infrastruktur

#### Transporter
Kommunen genomkorsas av länsvägarna 365 och 370. Järnvägen Vännäs–Boden genomkorsar östra delen av kommunen, med station i Bastuträsk. 

#### Utbildning
I Norsjö kommun finns grundskola och vuxenutbildning. Det finns två kommunala grundskolor i kommunen - Norsjöskolan med cirka 430 elever (2022) och Bastuträsk skola med cirka 40 elever (2022).
Norsjö gymnasium startade 1994 och hade som mest 118 elever. År 2014 fattades beslut om att gymnasiet skulle läggas ner. Enligt samverkansavtal kan eleverna välja att studera vid valfritt gymnasium i Västerbottens län.
Den kommunala vuxenutbildningen erbjöd i början av 2020-talet kurser både på distans och på plats, bland annat till undersköterska.

## Befolkning

### Demografi

#### Befolkningsutveckling
Kommunen har 3 933 invånare (31 mars 2025), vilket placerar den på 280:e plats avseende folkmängd bland Sveriges kommuner. 
Mellan 1970 och 2015 minskade befolkningen i Norsjö kommun med 32,7 % jämfört med hela Sveriges befolkning som under samma period ökade med 18,0 %.
| Befolkningsutvecklingen i Norsjö kommun 1970–2020 | Befolkningsutvecklingen i Norsjö kommun 1970–2020 | Befolkningsutvecklingen i Norsjö kommun 1970–2020 | Befolkningsutvecklingen i Norsjö kommun 1970–2020 | Befolkningsutvecklingen i Norsjö kommun 1970–2020 |
| --- | ------------------------------------------------- | ------------------------------------------------- | ------------------------------------------------- | ------------------------------------------------- |
| |                                                   |                                                   |                                                   |                                                   |
| År |                                                   |                                                   | Folkmängd                                         |                                                   |
| 1970 | 1970                                              |                                                   | 6 207                                             |                                                   |
| 1975 | 1975                                              |                                                   | 5 830                                             |                                                   |
| 1980 | 1980                                              |                                                   | 5 719                                             |                                                   |
| 1985 | 1985                                              |                                                   | 5 445                                             |                                                   |
| 1990 | 1990                                              |                                                   | 5 371                                             |                                                   |
| 1995 | 1995                                              |                                                   | 5 120                                             |                                                   |
| 2000 | 2000                                              |                                                   | 4 689                                             |                                                   |
| 2005 | 2005                                              |                                                   | 4 466                                             |                                                   |
| 2010 | 2010                                              |                                                   | 4 304                                             |                                                   |
| 2015 | 2015                                              |                                                   | 4 176                                             |                                                   |
| 2020 | 2020                                              |                                                   | 3 945                                             |                                                   |
| Anm: Uppgifterna avser förhållandena den 31 december enligt den kommunala indelningen den 1 januari året efter. I uppgifterna ingår inte invånarantalet för Malå kommun, som var del av Norsjö kommun 1974-1982. |                                                   |                                                   |                                                   |                                                   |

#### Befolkningstäthet
Kommunen hade den 31 december 2017 en befolkningstäthet på 2,4 invånare per km², medan den i riket var 24,8 inv/km².

#### Könsfördelning
Den 31 december 2017 hade Norsjö kommun en könsfördelning på 1,08 män per kvinna. Fördelat på ålder såg könsfördelningen ut på följande sätt:
- 0–14 år: 1,13 män per kvinna
- 15–24 år: 1,30 män per kvinna
- 25–54 år: 1,07 män per kvinna
- 55–64 år: 1,20 män per kvinna
- 65 år och äldre: 0,93 män per kvinna

#### Åldersfördelning
Medelåldern i kommunen år 2016 var 45,3 år (varav 44,1 år för män och 46,7 år för kvinnor) vilket ligger över rikets genomsnitt på 41,2 år (varav 40,3 år för män och 42,2 år för kvinnor).
Åldersfördelningen i Norsjö kommun enligt siffror från Statistiska centralbyrån avseende förhållandena den 31 december 2017:
| Ålder 31 december 2017 | Antal | Andel   | Varav män | Kvinnor |
| ---------------------- | ----- | ------- | --------- | ------- |
| 0–14 år                | 674   | 16,50 % | 358       | 316     |
| 15–24 år               | 423   | 10,35 % | 239       | 184     |
| 25–54 år               | 1 298 | 31,77 % | 672       | 626     |
| 55–64 år               | 577   | 14,12 % | 315       | 262     |
| 65+ år                 | 1 114 | 27,26 % | 537       | 577     |

#### Utländsk bakgrund
Den 31 december 2016 utgjorde antalet invånare med utländsk bakgrund (utrikes födda personer samt inrikes födda med två utrikes födda föräldrar) 427, eller 10,35 % av befolkningen (hela befolkningen: 4 125 den 31 december 2016). Den 31 december 2002 utgjorde antalet invånare med utländsk bakgrund enligt samma definition 138, eller 3,04 % av befolkningen (hela befolkningen: 4 541 den 31 december 2002). Andelen med utländsk bakgrund var 31 december 2016 10,4 % av befolkningen, vilket är under riksgenomsnittet på 22 %.
| Bakgrund den 31 december 2016                             | Antal | Andel   | Varav män | Kvinnor |
| --------------------------------------------------------- | ----- | ------- | --------- | ------- |
| Utrikes födda                                             | 398   | 9,65 %  | 213       | 185     |
| Inrikes födda med två utrikes födda föräldrar             | 29    | 0,70 %  | 18        | 11      |
| Inrikes födda med en inrikes och en utrikes född förälder | 149   | 3,61 %  | 82        | 67      |
| Inrikes födda med två inrikes födda föräldrar             | 3 549 | 86,04 % | 1 824     | 1 725   |

#### Invånare efter de vanligaste födelseländerna
Denna tabell redovisar födelseland för Norsjö kommuns invånare enligt den statistik som finns tillgänglig från Statistiska centralbyrån (SCB). SCB redovisar endast födelseland för de fem nordiska länderna samt de 12 länder med flest antal utrikes födda i hela riket. En person som inte kommer från något av de här 17 länderna har istället av SCB förts till den världsdel som födelselandet tillhör. Personer födda i Sovjetunionen samt de personer med okänt födelseland är också medtagna i statistiken.
| Födelseland 31 december 2017 | Födelseland 31 december 2017      | Födelseland 31 december 2017 | Födelseland 31 december 2017 | Födelseland 31 december 2017 |
| ---------------------------- | --------------------------------- | ---------------------------- | ---------------------------- | ---------------------------- |
| Nr                           | Land/världsdel                    | Antal                        | Andel                        | Andel i hela riket           |
| 1                            | Sverige                           | 3 674                        | 89,92 %                      | 81,45 %                      |
| 2                            | Afrika: Övriga länder             | 61                           | 1,49 %                       | 1,01 %                       |
| 3                            | Afghanistan                       | 43                           | 1,05 %                       | 0,43 %                       |
| 4                            | Europeiska unionen: Övriga länder | 38                           | 0,93 %                       | 2,15 %                       |
| 5                            | Eritrea                           | 32                           | 0,78 %                       | 0,39 %                       |
| 6                            | Somalia                           | 31                           | 0,76 %                       | 0,66 %                       |
| 7                            | Asien: Övriga länder              | 29                           | 0,71 %                       | 2,22 %                       |
| 8                            | Finland                           | 28                           | 0,69 %                       | 1,49 %                       |
| 9                            | Syrien                            | 23                           | 0,56 %                       | 1,70 %                       |
| 10                           | Tyskland                          | 22                           | 0,54 %                       | 0,50 %                       |
| 11                           | Europa utom EU: Övriga länder     | 20                           | 0,49 %                       | 0,77 %                       |
| 12                           | Norge                             | 17                           | 0,42 %                       | 0,42 %                       |
| 13                           | Polen                             | 14                           | 0,34 %                       | 0,90 %                       |
| 14                           | Iran                              | 13                           | 0,32 %                       | 0,73 %                       |
| 14                           | Thailand                          | 13                           | 0,32 %                       | 0,41 %                       |
| 16                           | Sydamerika                        | 8                            | 0,20 %                       | 0,70 %                       |
| 17                           | Irak                              | 7                            | 0,17 %                       | 1,39 %                       |
| 18                           | Nordamerika                       | 5                            | 0,12 %                       | 0,38 %                       |
| 19                           | Danmark                           | 4                            | 0,10 %                       | 0,40 %                       |
| 20                           | Bosnien och Hercegovina           | 2                            | 0,05 %                       | 0,58 %                       |
| 20                           | Turkiet                           | 2                            | 0,05 %                       | 0,48 %                       |
| 22                           | Island                            | 0                            | 0,00 %                       | 0,06 %                       |
| 22                           | / SFR Jugoslavien/FR Jugoslavien  | 0                            | 0,00 %                       | 0,65 %                       |
| 22                           | Oceanien                          | 0                            | 0,00 %                       | 0,06 %                       |
| 22                           | Okänt födelseland                 | 0                            | 0,00 %                       | 0,01 %                       |
| 22                           | Sovjetunionen                     | 0                            | 0,00 %                       | 0,06 %                       |

#### Utländska medborgare
Den 31 december 2016 hade 305 invånare (7,39 %), varav 172 män och 133 kvinnor, ett utländskt medborgarskap och saknade samtidigt ett svenskt sådant. Personer som har både utländskt och svenskt medborgarskap räknas inte av Statistiska centralbyrån som utländska medborgare.

## Kultur

### Kulturarv
År 2022 fanns 323 fornlämningar som hittats i Norsjö kommun, registrerade hos Riksantikvarieämbetet. Bland dessa ett flertal boplatsvallar och fångstgropar från stenåldern. Dessa har i första hand hittats vid vattendrag och sjöar så som vid Södra Mensträsk, vid Ol-Ersaselet. Andra kulturarv är ortsnamn så som Mensträsk, Kositräsk, Petiknäs och Pjäsörn som är spår efter den samiska kulturen som funnits i området under lång tid.

### Kommunvapen
Blasonering: Sköld av en vågskura i guld, vari en grön gran, och i grönt, vari ett gyllene kornax.
Vapnet i detta utförande fastställdes 1947 för den dåvarande Norsjö landskommun. Under perioden 1974–1983 omfattade kommunen även Malå kommun och vapnet var då något ändrat med ett gruvbloss i stället för granen. Efter delningen lät man registrera det ursprungliga vapnet hos Patent- och registreringsverket 1987.